# 1806 en Italie
Chronologie de l'Italie
- 1802
- 1803
- 1804
- 1805
- 1806
- 1807
- 1808
- 1809
- 1810

## Événements
- 19 janvier : l'administrateur à Parme Moreau de Saint-Méry, confronté à la révolte des paysans contre la conscription de Castel San Giovanni, est révoqué par Napoléon et remplacé par le général Junot, qui reçoit des ordres pour une répression sévère[1].
- 26 février : début du siège de Gaète par les Français ; la ville capitule le 18 juillet[2].
- 9 mars : victoire française sur Naples à la bataille de Campo Tenese[3].
- 21 mars : décret qui introduit dans le royaume d'Italie le système monétaire français, la lire italienne divisée en centimes et égale au franc français[4].
- 30 mars : Napoléon Ier place Joseph Bonaparte sur le trône du royaume de Naples[5].

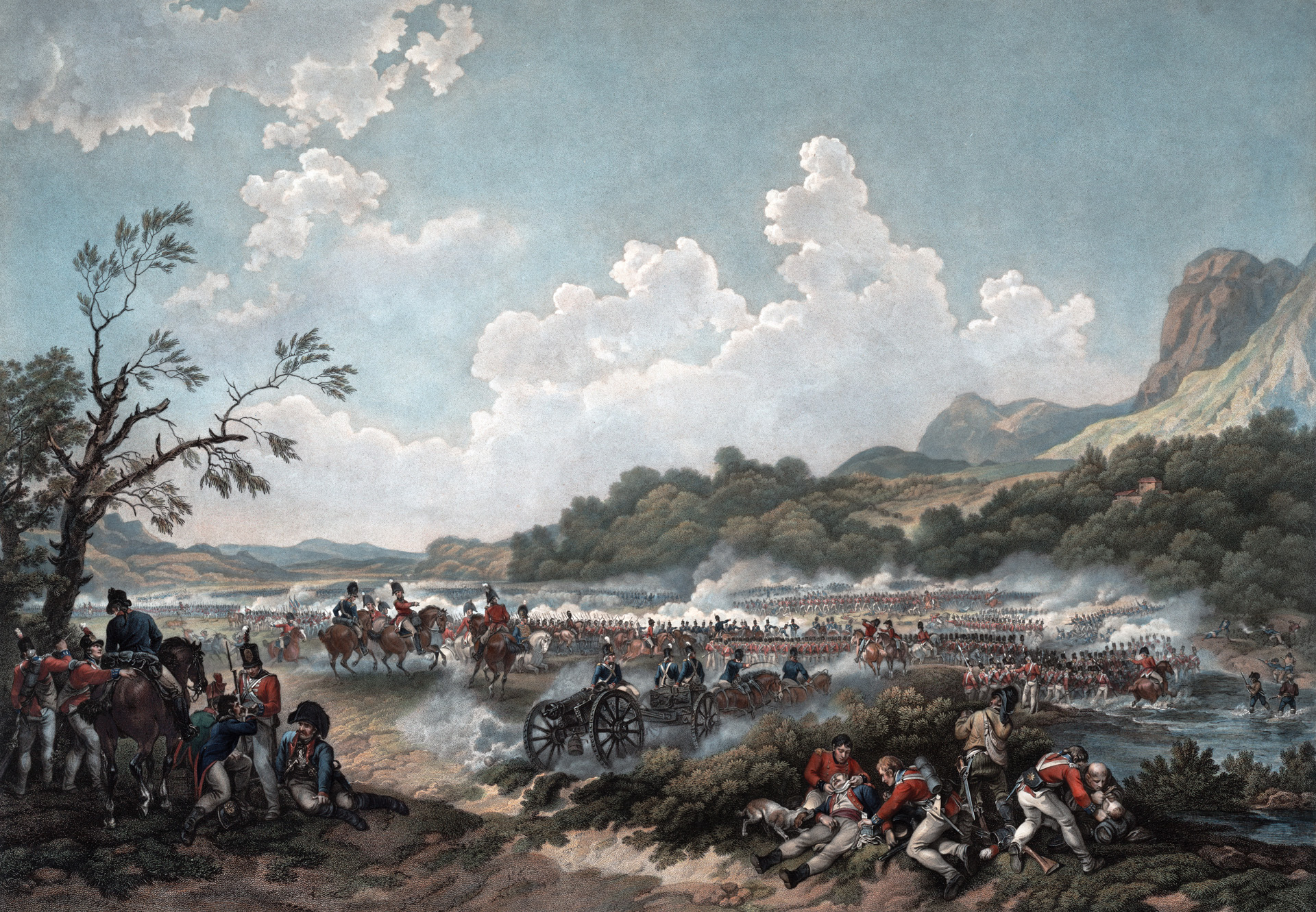
4 juillet : Bataille de Maida.

- 4 juillet : victoire du corps expéditionnaire britannique sous les ordres du général John Stuart, au cours de l'invasion du royaume de Naples sur les troupes impériales françaises commandées par Jean-Louis-Ébénézer Reynier à la bataille de Maida (également appelée bataille de Sainte-Euphémie), qui s'est déroulée près de Maida, en Calabre. La Calabre se soulève contre l'occupation française[6].
- 2 août : suppression des droits féodaux à Naples[7].

- Août : soulèvement de Padoue et Vicence contre les impôts et la conscription[8].

## Culture
- 26 décembre : création de Adelasia ed Aleramo (it) , opera seria en deux actes de Giovanni Simone Mayr, livret de Luigi Romanelli, au Teatro alla Scala de Milan

## Naissances en 1806
- 6 mai :  Adeodato Malatesta, peintre de style néoclassique, dont les principaux thèmes sont la peinture sacrée et la peinture d'histoire. († 24 décembre 1891)
- 16 juin : Eugenio Cavallini, violoniste, qui fut premier violon de l'orchestre de La Scala de 1833 à 1855[9] et compositeur. († 11 avril 1881)
- 11 juillet : Giacinto Gigante, peintre, surtout connu pour ses paysages. († 29 septembre 1876)

## Décès en 1806
- 10 janvier : Domenico Mondo, peintre de style baroque napolitain. (° 12 mai 1723)
- 12 janvier : Pietro Paolo, marquis Celesia, 73 ans, diplomate et homme d'État génois. (° 27 octobre 1842).
- Janvier : Michelangelo Morlaiter, 76 ans, peintre, surtout connu pour ses tableaux de figures carnavalesques et sur les scènes de vie vénitiennes du XVIIIe siècle.. (° 23 décembre 1729).
- 4 avril : Carlo Gozzi, écrivain et dramaturge. (° 13 décembre 1720).
- 3 juillet : Carlo Magini, 85 ans, peintre baroque. (° 1720).
- 10 novembre : Frà Diavolo (lit. « Frère Diable »), surnom de Michele Pezza, 35 ans, chef de brigands devenu l'un des chefs insurgés napolitains contre l'armée de Napoléon. (° 7 avril 1771)

- Vers 1806 : Luigi Borghi, violoniste, compositeur et directeur artistique. (° vers 1745).